# Acanthodelta locra
Acanthodelta locra är en fjärilsart som beskrevs av Carl Plötz 1880. Acanthodelta locra ingår i släktet Acanthodelta och familjen nattflyn. Inga underarter finns listade i Catalogue of Life.